# 鹿苑寺

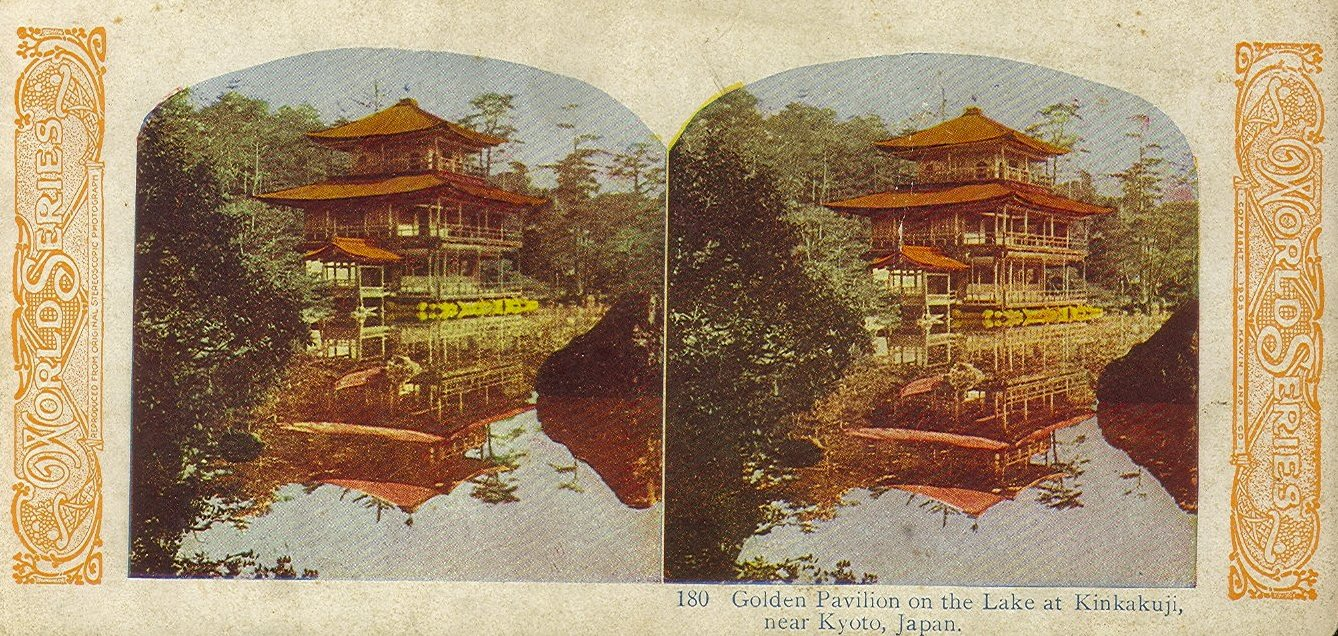
焚燬前的舍利殿（約攝於1905年）

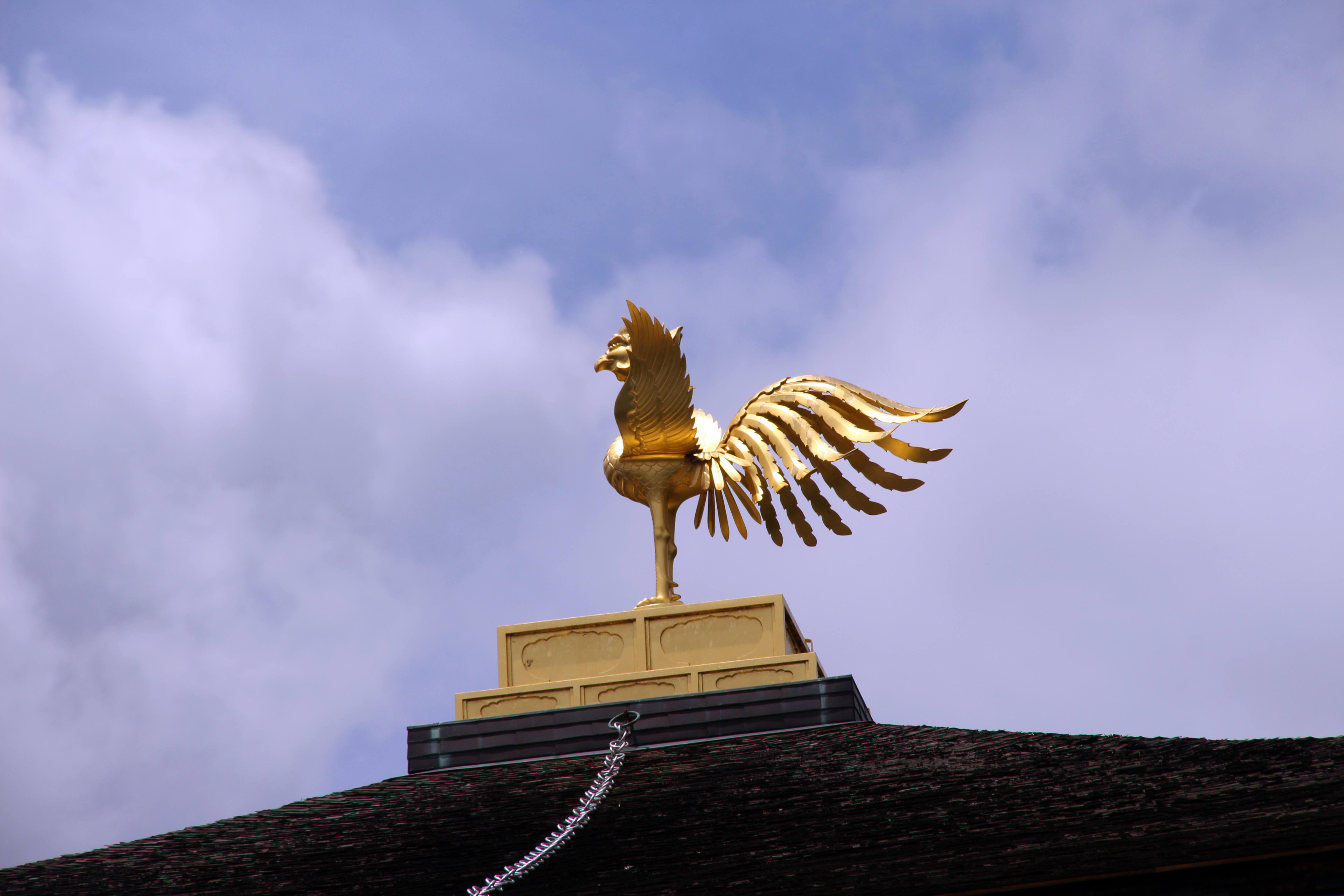
鳳凰形象的屋頂

鹿苑寺（日语：／ Rokuonji），又名金閣寺（日语：／ kinkakuji），正式名称为北山鹿苑禅寺（日语：／ hokuzanrokuonzenji），是一座最早完成於1397年（應永四年）的日本佛寺，位於京都府京都市北區，是一座臨濟宗相國寺派的寺院，其名稱源自於日本室町時代著名的足利氏第三代幕府將軍足利義滿之法名，又因為寺內核心建築「舍利殿」的外牆全是以金箔裝飾，所以又被稱為「金閣」。
事實上，為人所知的「金閣寺」這個名稱並不準確地代表整個寺廟。寺方強調，「鹿苑寺」是整個廟寺的名稱，而「金閣」是當中的一個殿堂。金閣本身也是一個簡稱，其真正名稱是「舍利殿」（日语：／ shariden）。
鹿苑寺除了是知名的觀光旅遊景點之外，并于1994年以「古都京都的文化財」的一部份被聯合國教科文組織指定為世界文化遺產的重要歷史建築。

## 歷史
鹿苑寺現址原為鎌倉時代西園寺家所擁有的宅邸，為藤原公經（後改名西園寺公經）所建，曾經榮華一時，但在歷經多代之後因為缺乏整理而傾圮。應永元年（1394年）足利義滿以位於河內國的領地與西園寺家交換獲得這塊當時稱為「北山第」的山莊，開始大興土木整理改建。隔年他卸下征夷大將軍職位讓渡給其子足利義持並出家，只保留太政大臣的頭銜督政，應永四年（1397年）他將北山第改名為「北山殿」，並且以主要核心建築「舍利殿」作為自己修禪的場所。由於義滿將舍利殿修築得金碧輝煌，當時的人就已稱其為「金閣殿」。義滿死後，其子遵照他的遺願，勸請夢窗疏石開山，將北山殿由宅邸用途改為禪寺，並以義滿的法號命名為鹿苑寺，山號則為「北山」。

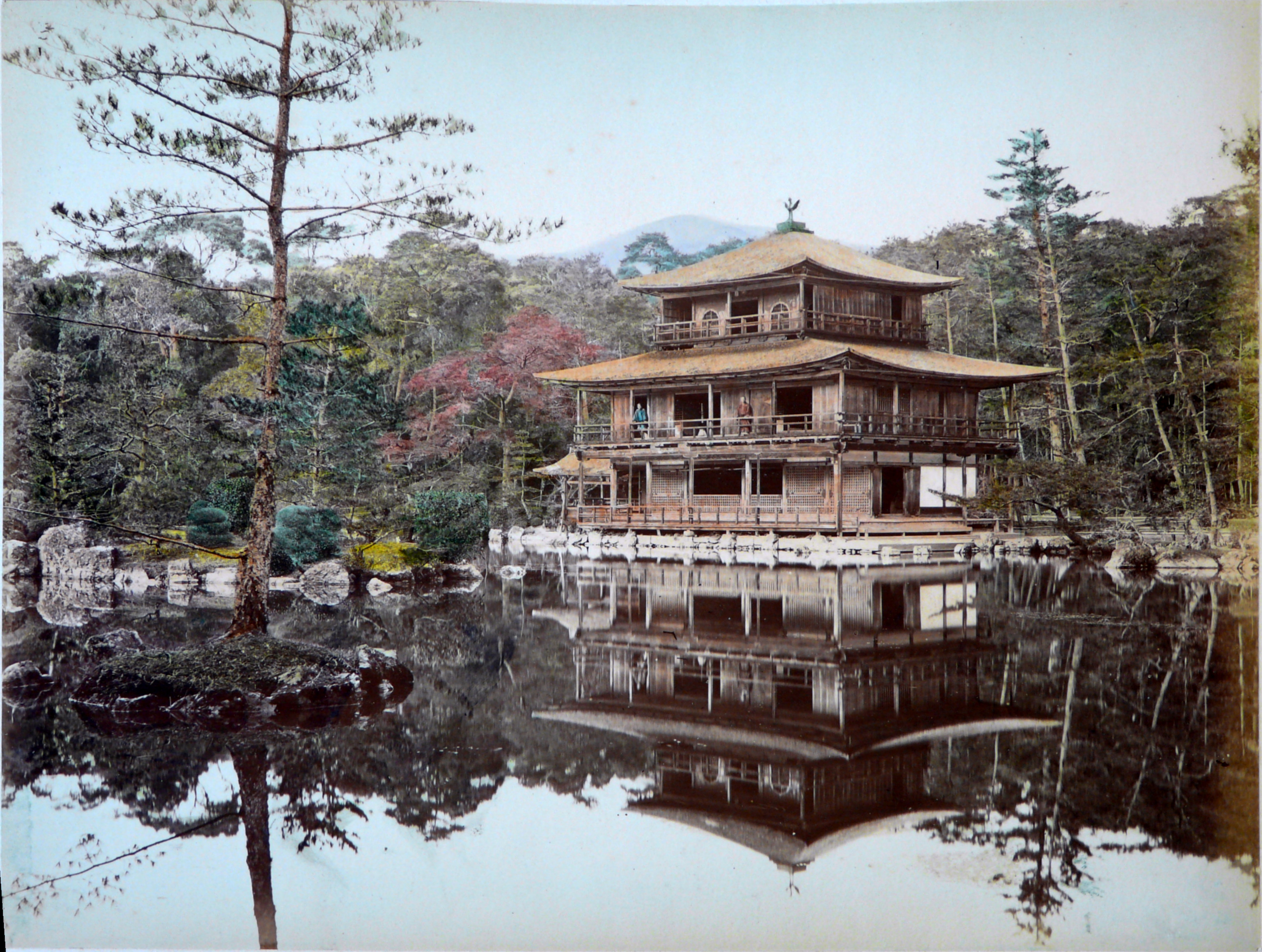
1885年时的鹿苑寺，彩绘照片

在之後的應仁之亂中，鹿苑寺境內大部分的建築物都遭到焚燬，只有主建物舍利殿得倖免，成為北山文化唯一的建築遺址，因而被日本政府在戰前就列為國寶。昭和25年（1950年），舍利殿因為一名21歲的見習僧人林承賢放火而完全燒毀（金阁寺放火事件），放在殿中供奉的經書、足利義満木像、觀音菩薩像等也一同化为灰燼。日本名作家三島由紀夫的同名小說《金閣寺》與水上勉的《五番町夕霧樓》都是以此事件為背景題材著成。
今日我們所看到的舍利殿是昭和30年（1955年）時依照原樣重新修復建造的，昭和62年（1987年）全殿外壁的金箔裝飾皆全面換新，成為目前的狀態。

## 建築風格
金閣（舍利殿）是一座緊鄰鏡湖池畔的三層樓閣狀建築，一樓是延續了當初藤原時代樣貌的「法水院」（屬寢殿造風格，也就是平安時代的貴族建築風），二樓是鎌倉時期的「潮音洞」（一種武家造，意指武士建築風格），三樓則為中國（唐朝）風格的「究竟頂」（屬禪宗佛殿建築）。寺頂有寶塔狀的結構，頂端有隻象徵吉祥的金鳳凰裝飾。
三種不同時代不同的風格，卻能在一棟建築物上調和完美，是金閣之所以受到推崇的原因，除此之外，效仿自衣笠山的池泉回遊式庭園裡有許多風格別緻的日式造景，讓它成為室町時代最具代表性的名園。

## 院內其他名景
- 夕佳亭：是一間茶室用途的小型建物，以內部一根不規則形天然木做成的屋柱「南天床柱」出名。
- 龍門瀑
- 白蛇塚
- 陸舟之松：足利義滿將軍栽種的盆栽，形狀猶如揚帆的船一般，樹齡現在已有600年以上。
- 巖下水：傳說是足利義滿將軍洗手用的水。

## 文學中的金閣
除了是一間寺廟外，《金閣寺》也是日本名作家三島由紀夫的一本小說作品名稱，小說的靈感源自於一名年輕僧人放火燒毀金閣的真實歷史事件。